# 寺内信
寺内 信（てらうち まこと、1933年8月9日 - ）は、日本の建築計画学者・建築史家、まちづくり専門家。 大阪工業大学工学部建築学科元教授。工学博士（京都大学）。日本都市計画学会総務委員会元委員。
専門は建築計画・建築史、都市計画・まちづくり。

## 来歴
京都工芸繊維大学に進学し、1957年に卒業する。大阪市立大学（現：大阪公立大学）大学院に進み（川名吉エ門の指導を受ける）、1959年に同大学院修士課程を修了した。
1960年に日本住宅公団大阪支所、大阪府企業局勤務などを経て、1966年に大阪工業大学工学部建築学科講師となる。大阪工業大学では助教授（1973年）を経て、同学科教授に就任した。
1993年に京都大学大学院工学研究科より論文「大阪における長屋建住宅建設と市街地形成の近代化過程に関する研究」で工学博士号を取得した。
大阪工業大学在職中は約35年間教鞭を執り、初期の建築計画・建築史、都市計画・まちづくり学の研究・育成を手がけた。2001年に大学を退職した。
主な所属学会は、日本建築学会、日本都市計画学会。主な受賞は、日本都市計画学会石川賞（1998年：豊中市史編さん委員会集落・都市部門委員会との共同執筆者）。

## 著書
- 『大阪の長屋 - 近代における都市と住居』LIXIL出版、1992年

## 主な研究
- 都市計画の技術と実践 - 玉置豊次郎との共同研究
- 戦前期の阪急電鉄や京阪電鉄の郊外住宅地開発について
- 大阪の長屋とまちづくりについて
- 都心周辺部長屋地区の更新と保存に関する日英比較研究 - 大阪・名古屋・リバプール・バーミンガムを主として[9]
- 大阪市郊外住宅地形成における類型的考察と計画の指標化に関する研究
- 阪神都市圏における郊外住宅地の開発形態について[12]
- 市街地形成に関する研究 - 市街化とバス路線網の形成について